# 陳徳
陳 徳（ちん とく、生年不詳 - 洪武11年11月23日（1378年12月13日））は、元末明初の軍人。字は至善。本貫は濠州。

## 生涯
農家の生まれで、勇気と力量があった。定遠で朱元璋に帰順した。万夫長として征戦に従い、功績を挙げて帳前都先鋒となった。諸将とともに寧州・徽州・衢州・婺州の諸城を奪取し、元帥に抜擢された。李伯升が長興に来攻すると、陳徳は救援に赴き、これを撃退した。南昌救援に従い、鄱陽湖の戦いで姚平章を捕らえた。朱元璋の舟が浅瀬で座礁すると、陳徳は奮戦して、身に9本の矢を受けたが、退かなかった。武昌の平定に従った。張士誠の兵を旧館で破り、天策衛親軍指揮使に抜擢された。張士誠が平定されると、陳徳は僉大都督府事に進んだ。
徐達に従って北伐し、元の汴梁を攻め落とした。河南行都督府が立てられると、陳徳は府事を代行し、諸反乱を討ち平らげた。山西に遠征し、沢州の磨盤寨を破り、参政の喩仁を捕らえた。徐達の軍と合流して平陽・太原・大同を攻め落とした。黄河を渡って奉元・鳳翔を奪取し、秦州にいたった。元の守将の呂国公が逃走したため、これを追って捕らえた。徐達が張良臣を慶陽で包囲すると、張良臣はその兄の張思道を外援とたのみ、使者を往来させていた。陳徳がその使者を全て捕らえたため、慶陽はついに下った。さらに陳徳はココ・テムルを古城で破り、その兵8万を降した。
洪武3年（1370年）、臨江侯に封じられ、世券を与えられた。翌年、傅友徳に従って夏を攻撃し、本隊と別道を通って綿州に入り、龍徳を攻め落とし、呉友仁の兵を撃破した。勝利に乗じて漢州を抜いた。向大亨・戴寿らが成都に向かって逃れると、陳徳はこれを追って撃破し、傅友徳とともに成都を包囲した。夏が平定されると、陳徳は白金彩幣を賜り、開封に帰還した。
洪武5年（1372年）、左副将軍となり、馮勝とともに漠北に遠征して、元軍を別篤山で破った。甘粛を攻略し、亦集乃路を奪取し、関を守らせるための兵を残して帰還した。翌年、兵を率いて朔方に進出し、元軍を三岔山で破り、その副枢の失剌罕ら70人あまりを捕らえた。その秋、答剌海口に出戦して、600人を斬首し、その同僉の忻都ら54人を捕らえた。洪武7年（1374年）、北平で練兵した。洪武10年（1377年）、鳳陽に帰った。
洪武11年（1378年）、死去した。杞国公に追封された。諡は定襄といった。
子の陳鏞が臨江侯の封を嗣いだ。洪武16年（1383年）、陳鏞は征南左副将軍となり、龍泉諸山の反乱を鎮圧した。開封で練兵した。洪武19年（1386年）、会州に築城した。洪武20年（1387年）、馮勝に従ってナガチュを討つべく出征したが、金山に向かうのに本隊と別の道を通ってお互いの連絡が取れなくなり、敗れて戦没した。
洪武23年（1390年）、陳徳は生前に遡って胡惟庸の党とみなされ、征西のときに罪があったと言上されて、爵位を剥奪された。